# Ei Thinzar Maung
Ei Thinzar Maung (birmanês:  အိ သဉ္ဇာ မောင်ာ; nascida em 11 de setembro de 1994) é uma ativista e política birmanesa.
Ela apareceu no Time 100 de 2021, junto com Esther Ze Naw.

## Juventude e carreira
Ei Thinzar Maung nasceu em 11 de setembro de 1994. Ela obteve um Diploma de Língua Estrangeira na Universidade de Mandaly.

## Carreira política
Ela é ativista desde 2012, com foco em questões das minorias, e ingressou na All Burma Federation of Student Unions.
Em 6 de março de 2015, ela foi presa pela polícia durante um protesto para alterar a Lei de Educação de Myanmar de 2014 em Letpadan. No mesmo dia, ela foi liberada. Ela foi presa novamente em 10 de março e na prisão de Thayawaddy. Ela foi lançada em 2016, mesmo ano em que presidiu a Assembleia Geral de Estudantes de 2016. Mais tarde, ela serviu como presidente do Sindicato dos Estudantes da Universidade de Yadanabon.
Ela competiu pelo Prefeitura de Pabedan sob a bandeira do Partido Democrático por uma Nova Sociedade (DPNS) nas eleições de 2020. Mas não foi eleita. Ela foi uma das primeiras a liderar protestos anti-golpe em Yangon, cinco dias após o golpe militar de fevereiro de 2021.